# Alma Dujmović
Alma Dujmović rođena je 1958. u Puli. Rodom je s otoka Krka. Diplomirala je 1984. na Akademiji likovnih umjetnosti u Sarajevu kod prof. Milivoja Unkovića. Svoj likovni izraz pronalazi istražujući u raznim likovnim tehnikama — od ulja na platnu, crteža, akvarela i grafike, do mozaika.
Do sada je održala više od trideset samostalnih izložbi, a sudjelovala na isto toliko skupnih u domovini i inozemstvu. Njezina se djela nalaze u mnogim javnim i privatnim zbirkama diljem svijeta. Sudjelovala je i u radu više slikarskih kolonija, a dobitnica je i nekoliko otkupnih nagrada i priznanja za svoj rad i kulturnu djelatnost.
U svom se slikarstvu bavi za svoj izraz karakterističnom temom podmorja i formi proizašlih iz mikrostruktura. Ona gradi sliku putujući lakoćom od minijature do velikih formata. Radi i sakralne teme, pa su njezina dva ciklusa s temom Križnoga puta u stalnim postavima, jedan u crkvici sv. Antona na Lakmartinu u tehnici ulja na platnu, a drugi u tehnici mozaika na stazi "Tri križi" iznad Punta. Isto tako se bavila i ilustracijom knjiga i monografija, a i logotipova. Umjetnica je stalno zaposlena kao likovni pedagog u Osnovnoj školi "Fran Krsto Frankopan" u gradu Krku, aktivno radeći na razvijanju dječjeg likovnog izraza, a dugi niz godina sudjelovala je i kao voditeljica batik i slikarske radionice u školi stvaralaštva za nadarenu djecu "Novigradsko proljeće".
Članica je Hrvatskog društva likovnih umjetnika od 1985. godine.

## Vanjske poveznice
- Službene stranice  Arhivirana inačica izvorne stranice od 21. rujna 2013. (Wayback Machine)
- Galerija Stanić  Arhivirana inačica izvorne stranice od 21. siječnja 2022. (Wayback Machine) Slike Alme Dujmović
- HDLU Rijeka  Arhivirana inačica izvorne stranice od 5. ožujka 2016. (Wayback Machine) Članovi